# ايزور
ايزور هي كومونا في مقاطعة أليير في اوفيغني رون الب والتي تقع في وسط فرنسا.
تنطق بالفرنسية: [izœʁ]

## توأمة مدن - البلدات الشقيقة
تم توأمة ايزور مع:
- بندورف،ألمانيا
- غيرلة، رومانيا
- كافونتين، السنغال